# Évergétisme

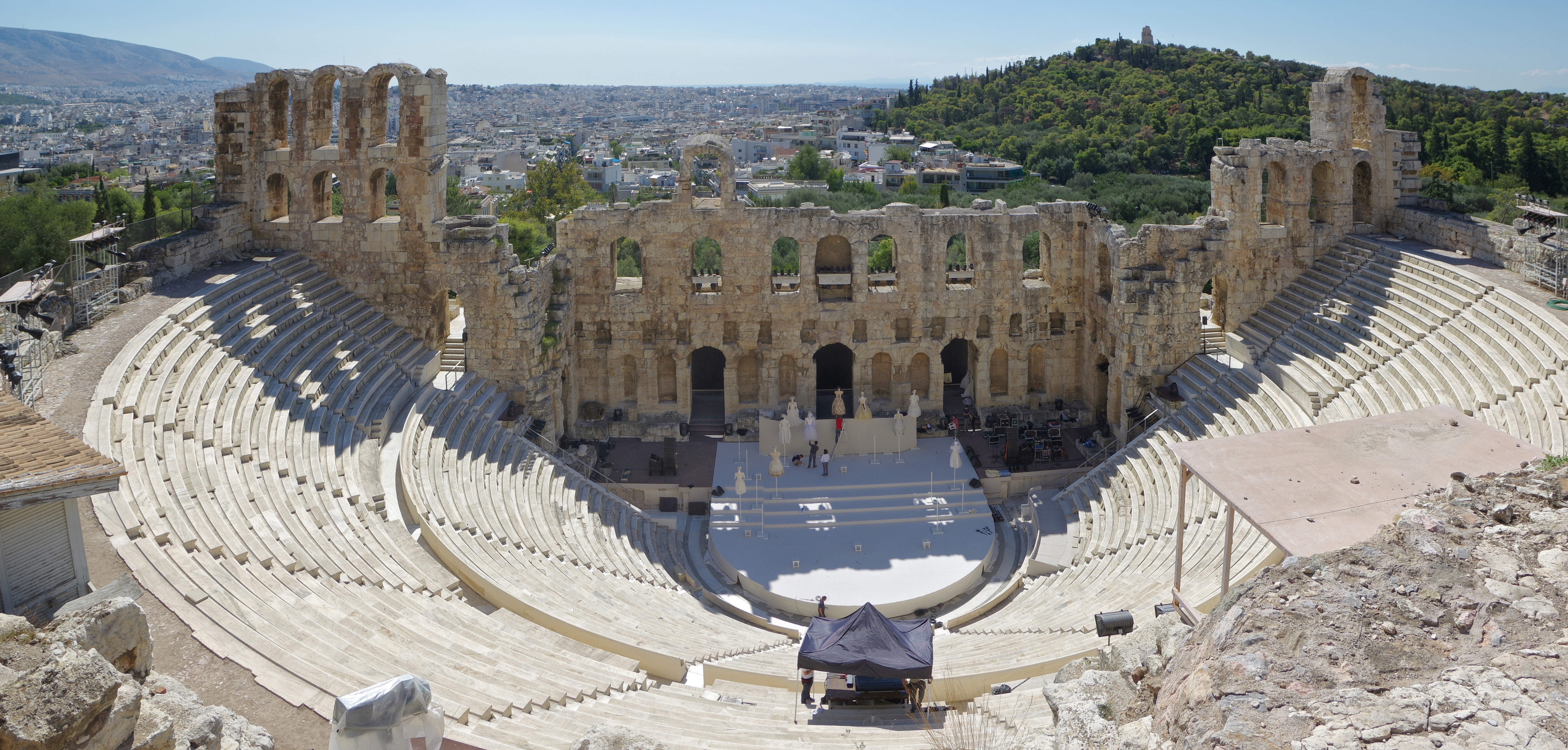
Témoignage monumental de l'évergétisme édilitaire, l'odéon construit au pied de l’acropole d’Athènes en l'an 161, par Hérode Atticus.

L'évergétisme (du verbe grec εὐεργετέω / euergetéô signifiant « faire du bien ») est la bienfaisance ostentatoire d'un riche notable (appelé évergète) en faveur d'une communauté envers laquelle il manifeste une générosité intéressée par des dons et des bienfaits (appelés évergésies). L'évergète recherche l'obtention d'un consensus civique qui fonde la légitimité de son pouvoir aristocratique, politique, économique, social et culturel, et souhaite laisser le souvenir de son nom et de celui de sa gens (de nombreuses inscriptions dédicatoires s'intégrant dans des actes d'évergétisme). Ce terme a été introduit dans le lexique historique francophone au xxe siècle par les historiens André Boulanger et Henri-Irénée Marrou.
Dans sa définition originale, l’évergétisme prend plusieurs formes : évergétisme monumental, annonaire, spectaculaire. Il consiste, pour les notables, à faire profiter la collectivité de leurs richesses, d'abord par l'aménagement de leur ville (construction d'aqueducs, de thermes, de fontaines), son embellissement (érection de statues), ensuite par les divertissements offerts (construction d'édifices de loisirs et de spectacle, organisation des jeux), les bienfaits (distribution d'argent, de cadeaux ou de terres) et la distribution d’aliments (huile, vin, banquets publics) à la plèbe. 
Ces libéralités complètent le clientélisme, lien individuel et personnel entre le notable et les individus. L'évergétisme se distingue de la charité destinée aux pauvres et du mécénat destiné aux artistes.

## Historiographie
Le terme d'évergétisme (ou plus rarement évergésie) a été introduit dans le lexique historique francophone en 1923 par l'historien André Boulanger et repris par l'historien Henri-Irénée Marrou.
L'historien Paul Veyne y a consacré son ouvrage Le Pain et le Cirque.

## Dans le monde grec à l'époque classique et l'époque hellénistique
Les premiers actes d’évergétisme ont été retrouvés en Grèce à partir du VIe siècle av. J.-C. L’agôn est très présent chez les Grecs. Elle permet à l’individu d’affirmer sa supériorité sur les autres pour entrer dans le cercle des aristoï. C’est pourquoi les actes de bienfaisance pour les cités vont se multiplier jusqu’à la période hellénistique. L’évergète était ensuite gratifié de récompenses honorifiques.

### Évolutions
Depuis le VIe siècle av. J.-C. jusqu’à la période romaine, l’évergétisme a subi quelques évolutions. À son origine, les octrois du titre d'évergète étaient plutôt rares. À partir du Ve siècle av. J.-C. et le début des guerres médiques, les reconnaissances honorifiques à titre militaire tendent à se multiplier. En 330 av. J.-C. Lycurgue augmente considérablement la gamme des honneurs, les rendant plus prestigieuses. Contrairement aux affirmations de l’historien Paul Veyne, dans Le Pain et le Cirque (1976), le début de l’évergétisme n’était pas synonyme d’accession aux magistratures. D’après l’historien Philippe Gauthier, dans son ouvrage Les Cités grecques et leurs bienfaiteurs (1985), les assemblées populaires des cités grecques étaient souveraines et contrôlaient les magistrats. Les citoyens bienfaiteurs avaient plutôt à cœur de rendre service à leur cité. Ce n’est finalement qu’à partir du IIe siècle av. J.-C., avec l’effacement des monarchies au profit de Rome, que la situation change. Les Romains encouragent le régime censitaire et les régimes de notables s’imposent dans les cités vaincues : l’évergétisme devient un outil d’accès au pouvoir politique.

### Conditions pour devenir évergète
Pendant la période hellénistique, le titre d’évergète pouvait être décerné par la cité à des étrangers comme des rois (à la suite de l'octroi de bâtiments, de dons divers en argent, en grains) ou des marchands de grains (souvent des Rhodiens), mais aussi à des citoyens qui avaient glorieusement aidé la cité (exploits militaires, succès d’ambassades…).

### Récompenses
Les récompenses octroyées aux évergètes variaient en fonction des actes de bienfaisance. Parmi celles-ci, on pouvait retrouver :
- La réalisation de décrets honorifiques. En plus de contenir la liste des récompenses octroyées par la Boulè pour le bienfaiteur, la stèle était un monument très prestigieux. La pierre est un matériau indestructible[9], capable de résister au temps. Le nom de l’évergète y était inscrit, ainsi que ses actes de bienfaisance. De plus, personne n’avait le droit de toucher au décret car il était placé sous la protection des dieux[10]. Cette stèle rendait honneur à un évergète dont la mémoire ne pouvait s’effacer avec le temps. L’honneur était transmissible à la descendance de l’évergète.
- La donation d'une couronne. Elles étaient souvent réalisées à partir d’éléments végétaux recouverts d’or. Les bienfaiteurs étaient couronnés en public par la cité pendant les concours ou pendant les fêtes religieuses.
- La proédrie, c’est-à-dire l'accès aux places d’honneur réservées aux personnes importantes pendant les concours. Leurs noms étaient proclamés par un héraut avant le commencement de la fête. Ces places étaient octroyées durant une période indéfinie, et pouvaient être transmises de manière héréditaire.
- L'asylie (la priorité en justice)
- La proxénie (l'accès prioritaire à l'oracle)
- Le prytaneion (le droit de dîner au prytanée)
- Une statue de bronze de l’évergète pouvait être réalisée (souvent placée sur l’agora).
- L'octroi de la citoyenneté.

## Une obligation romaine

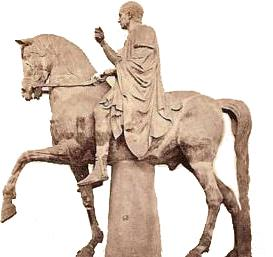
Statue équestre de M. Nonius Balbus, évergète d'Herculanum.

Cette pratique sociale finit par se répandre dans le monde romain. Les butins de guerre et l'argent des jeux ou des amendes sont la cause de ce mouvement. Elle devient une obligation morale pour les riches liés à l’exercice d’une fonction municipale, profane (magistrature, décurionat) ou religieuse (sévirat augustal, flaminat, pontificat), étant la contrepartie de l'honos (en) (l'honneur lié à une telle fonction), et une obligation tout court pour toute entrée dans une magistrature importante : le consul de Rome, l’édile d’une cité latine donnaient des jeux à l’occasion de leur entrée en charge, et il était de bon ton de se montrer généreux en donnant plus que l’habitude.
Les généreux notables pouvaient ajouter des bienfaits de toutes sortes, banquets publics, spectacles gratuits, ou plus éclatant encore, financement d’édifices d’utilité publique, thermes romains, théâtres, amphithéâtres, etc., portant pour l'éternité le nom et le titre du donateur, suivi d'une mention modeste, D.S.P.F. (De Sua Pecunia Fecit, « Fait avec son financement »).
Pompéi et Herculanum livrent de nombreux exemples d'évergétisme, dont témoignent les inscriptions et les statues dressées par une municipalité reconnaissante. Ainsi, à Herculanum, M. Spurius Rufus construit un marché (macellum, non découvert), rénové par L. Mammius Maximus, Annius Mammianus Rufus construit ou rénove le théâtre, M. Remmius Rufus équipe la ville d'une balance publique (pondera), d'une horloge et d'un lieu de réunion (schola). Les riches affranchis ne sont pas en reste, et les frères Lucii financent un petit sanctuaire (sacellum) en l'honneur d'Auguste. Chaque inauguration s'accompagne d'un banquet offert aux concitoyens, ou de façon plus restreinte, aux membres du collège des décurions ou des seviri augustales. Après le tremblement de terre de 62, qui ravage Herculanum, M. Nonius Balbus, ancien préteur à pouvoir proconsulaire finance la remise en état des remparts et des portes de la ville, et de la basilique. En reconnaissance, le sénat d'Herculanum lui fait élever des statues, dont une statue équestre à l'entrée de la basilique, un autel de marbre sur sa sépulture et décide de lui dédier les jeux gymniques
L’empereur était évidemment le plus grand des évergètes. Suétone consigne systématiquement dans sa Vie des douze Césars les largesses qu’ils ont prodiguées au peuple romain. Panem et circenses (du pain et des jeux) formait l’évergétisme du quotidien, et les édifices splendides et démesurés qu'inaugurait l'empereur le complétaient dans des fastes historiques. Tant que l’Empire romain fut prospère, tout le monde y trouvait son compte : les notables se ruinaient contre la gloire populaire, et le menu peuple en profitait sans vergogne. Seuls des stoïciens ou des chrétiens pestèrent contre l’immoralité des spectacles offerts.

## Fin de l'évergétisme
À partir du IIIe siècle et de plus en plus lors des siècles suivants, les tensions économiques rendent l'évergétisme plus difficile à pratiquer. Les constructions de monuments se raréfient, les coûteuses entrées en fonction des magistrats commencent à éloigner les candidats. Un exemple de cette crise est l'arc de Constantin, essentiellement constitué de réemplois.
L'évergétisme se tarira en Occident avec la disparition de l'Empire romain d'Occident. Dans l'Empire d'Orient, les Églises rempliront aussi le rôle social des évergètes.